# Anna Ekström (präst)
Anna Ekström, född 1982, är en svensk präst samt politiker inom Liberalerna från Blekinge. Hon var ledamot av Folkpartiets/Liberalernas partistyrelse under perioden 2011 till 2017.
Ekström var gruppledare i Region Blekinge och ledamot av Karlskrona kommunfullmäktige under perioden 2002 till 2016. Hon var under perioden 2013 till 2016 Folkpartiets/Liberalernas ordförande i Blekinge.